# Джеймс Данлоп
Джеймс Данлоп (англ. James Dunlop; нар. 31 жовтня 1793, Делрі, Шотландія — 22 вересня 1848, Бура-Бура, Австралія) — англійський астроном.

## Життєпис
Працював у сера Томаса Брисбена у його приватній обсерваторії, розташованої в Парраматта, Новий Південний Уельс (англ. Parramatta, New South Wales), приблизно за 23 кілометри на захід від Сіднея, Австралія в 1820-х — 1830-х роках.
Данлоп був астрономом-спостерігачем. Виконуючи роботу з астрометрії для Брисбена. Самостійно виявив і заніс у каталог багато південних подвійних зір і далеких об'єктів глибокого космосу. Пізніше він став керівником обсерваторії, коли вона була продана уряду Нового Південного Уельсу.
Нагороджений Золотою медаллю Королівського астрономічного товариства в 1828 р.